# Johann Jakob Rischer

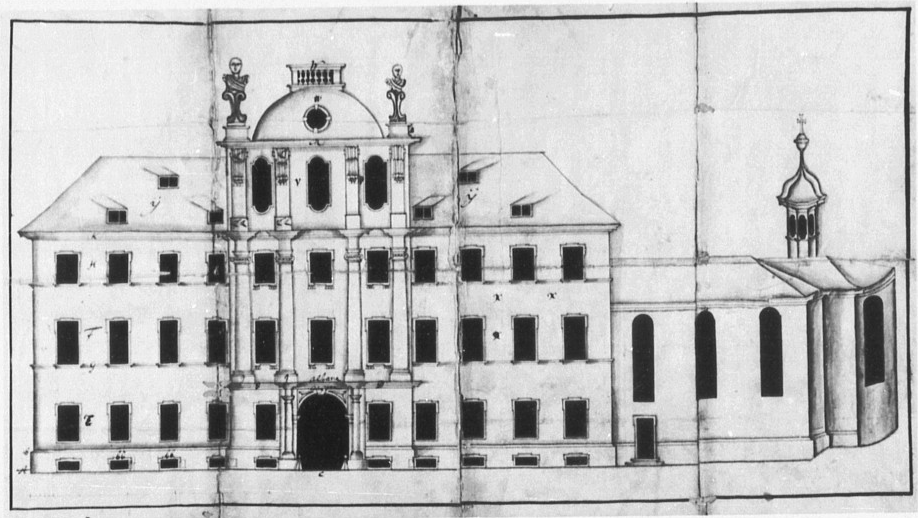
Entwurf Rischers für das Schloss Wiser in Leutershausen

Johann Jakob Rischer (auch Rüscher) (* 17. November 1662 in Schwarzenberg (Vorarlberg); † 1755 in Mannheim) war ein österreichisch-deutscher Architekt und zählt neben Alessandro Galli da Bibiena, Johann Adam Breunig und Franz Wilhelm Rabaliatti zu den vier bedeutendsten Barockbaumeistern der Kurpfalz.

## Leben
Er wurde 1662 in Schwarzenberg (Bregenzerwald, damals zur Herrschaft Feldkirch gehörig) geboren und war zunächst im Badischen als Architekt tätig.
In der damaligen Residenzstadt Baden-Baden wurde Rischer als Bau- und Werkmeister für die Erneuerung des Jesuitenkollegs (heutiges Rathaus) und des markgräflichen Renaissanceschlosses hinzugezogen. Dadurch zog er sich jedoch die Eifersucht des verantwortlichen markgräflichen Baudirektors Domenico Egidio Rossi zu, der offenbar Rischers Konkurrenz nicht dulden mochte. 1701 beschwerte sich Rischer – nicht zum ersten Mal – über Rossis Schikanen bei Markgraf Ludwig Wilhelm: »[…] hat er also gleich mir den Degen von der Seite reissen lassen, mit Befehl, mich in den Thurm zu werfen, […] auch mit harten Streichen tractiren lassen, daß ich schwerlich erkrancket und zu meiner Geneßung Doctor und Barbirer gebrauchen müßen.« Letztlich führte diese geradezu bedrohliche Konfliktsituation mit Rossi dazu, dass Rischer abwanderte und künftig in der Kurpfalz seinem Beruf nachging.
Johann Jakob Rischer profilierte sich vor allem in Heidelberg als Architekt verschiedener barocker Stadtpalais und anderer bedeutender Gebäude (Spital, Hofapotheke etc.). Ferner war Rischer auch in Mannheim und anderen Orten vor allem in der Kurpfalz als Baumeister tätig.
Von Rischer sind zwei Söhne bekannt. Einerseits Benedikt Rischer  , der zunächst Mönch und von 1743 bis 1763 Abt der Reichsabtei Gengenbach war, für die sein Vater 1714 bis 1716 einen Kirchturm errichtete und mit einem größeren Kredit aushalf. Und andererseits sein zweitältester Sohn Johann Adam Simon Rischer, der wie sein Vater Baumeister wurde und bei einigen dessen Baumaßnahmen auch mitwirkte. Johann Adam Simon Rischer erlangte später den Titel eines Kurpfälzischen Hauptmanns und Marschkommisarius.
1755 starb Johann Jakob Rischer hochbetagt in Mannheim.

## Geschaffene Bauwerke

### Bauwerke in Heidelberg
In Heidelberg schuf Rischer 1701 mit dem Bau der Hofapotheke sein erstes nachgewiesenes Werk. Ab 1707 sind von ihm dann in kontinuierlicher Folge weitere Bautätigkeiten dokumentiert.

#### Kurpfälzische Hofapotheke

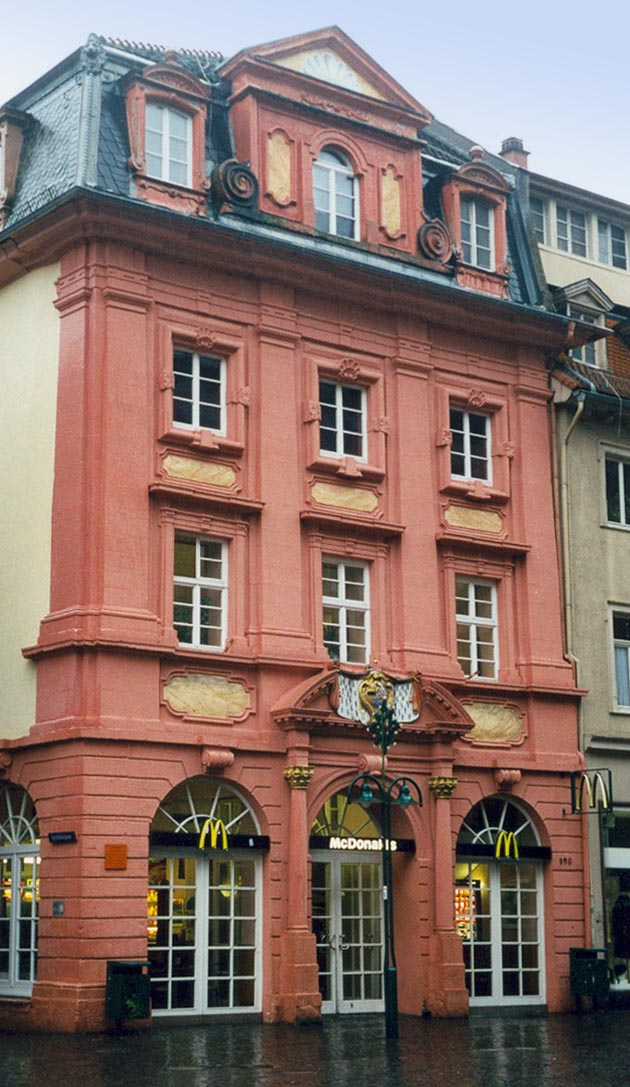
Kurfürstliche Hofapotheke

Seit spätestens 1403 existiert an der südlichen Marktplatzseite die Kurpfälzische Hofapotheke, bei der es sich um ein vom Kurfürsten vergebenes Lehen handelte. Die Apotheke hatte das Privileg, den kurfürstlichen Hof mit Medikamenten beliefern zu dürfen. Nach den Zerstörungen des Pfälzischen Erbfolgekriegs wurde 1701 durch Johann Jakob Rischer auf dem langgestreckten mittelalterlichen Grundriss einer der frühesten Barockbauten in der Altstadt errichtet.
Den Eingang des repräsentativen Wohn- und Geschäftshauses schmückt im Sprenggiebel das allerdings erst unter Kurfürst Karl Theodor geführte Allianzwappen. Über dem mit drei Rundbogenöffnungen gegliederten Erdgeschoss befinden sich zwei Wohngeschosse und ein Mansarddach mit großem Zwerchhaus. Typisch für Rischer sind die opulent ausgeführten Sandsteindetails. Unverkennbar ist die offenbare Absicht des Architekten, mit der Hofapotheke ein Gegenstück zur Renaissancefassade des Hotels zum Ritter St. Georg zu schaffen.
Als Kurfürst Karl Philipp seine Residenz nach Schwetzingen und dann nach Mannheim verlegte, ging die Apotheke in Privatbesitz über und hörte auf, kurpfälzisches Lehen zu sein. Auch wenn die Apotheke damit keine Hofapotheke mehr war, führte sie trotzdem den Namen weiter. Gegen Ende des 19. Jh. wurde die Apotheke in ein Gebäude am Bismarckplatz verlegt, dessen Umfeld sich mittlerweile zum pulsierenden Zentrum der Stadt Heidelberg entwickelt hatte. Dessen ungeachtet trägt das bisherige Apothekengebäude am Marktplatz (Hauptstr. 190) bis heute den Namen Hofapotheke.

#### Haus Rischer
Seit dem Mittelalter befand sich auf dem Gelände des heutigen Haus Rischer (Untere Str. 11) und der beiden sich in der Unteren Straße anschließenden Häuser der Sinsheimer Klosterhof. Dieser wurde im Pfälzischen Erbfolgekrieg zerstört. Johann Jakob Rischer erwarb eines der Trümmergrundstücke mit den erhalten gebliebenen Kellern und errichtete nach Genueser Vorbildern 1711 darauf an ungewöhnlicher Stelle sein eigenes Wohnhaus im Stil eines italienischen Palazzo in strenger, gleichwohl aber reich geschmückter Fassadengliederung. Die schmale Hauptfassade verfügt nur über drei Fensterachsen. Auffallend ist, dass das Erdgeschoss und das oberste, mezzaninähnliche Geschoss besonders betont sind. Alle Öffnungen sind von starken Profilen umrahmt. Im zweiten Obergeschoss wachsen die seitlichen Steinkonsolen an den Fenstern und die dekorierten Stürze in das Traufgesims hinein. An den einfacheren mittleren Fenstern zieren Männerköpfe die Schlusssteine. Im Innern befindet sich ein origineller Treppenhof.
Nach Rischers Tod wechselte das Haus mehrfach den Besitzer und wurde nicht immer nur als Wohngebäude genutzt. Um 1820 diente es der Universität als Fechtboden. Später kaufte es der Bäcker- und Konditormeister Adam Fischer, der für seine Bäckerei im Nachbarhaus (Untere Straße 13) eine größere Backstube bauen wollte. Er verwendete hierzu den damals noch größeren Hof des Anwesens. 1959 kaufte die nichtschlagende Studentenverbindung Stauffia das Haus. Seitdem wird es von deren Studenten als Wohnheim genutzt.

#### St.-Anna-Spital

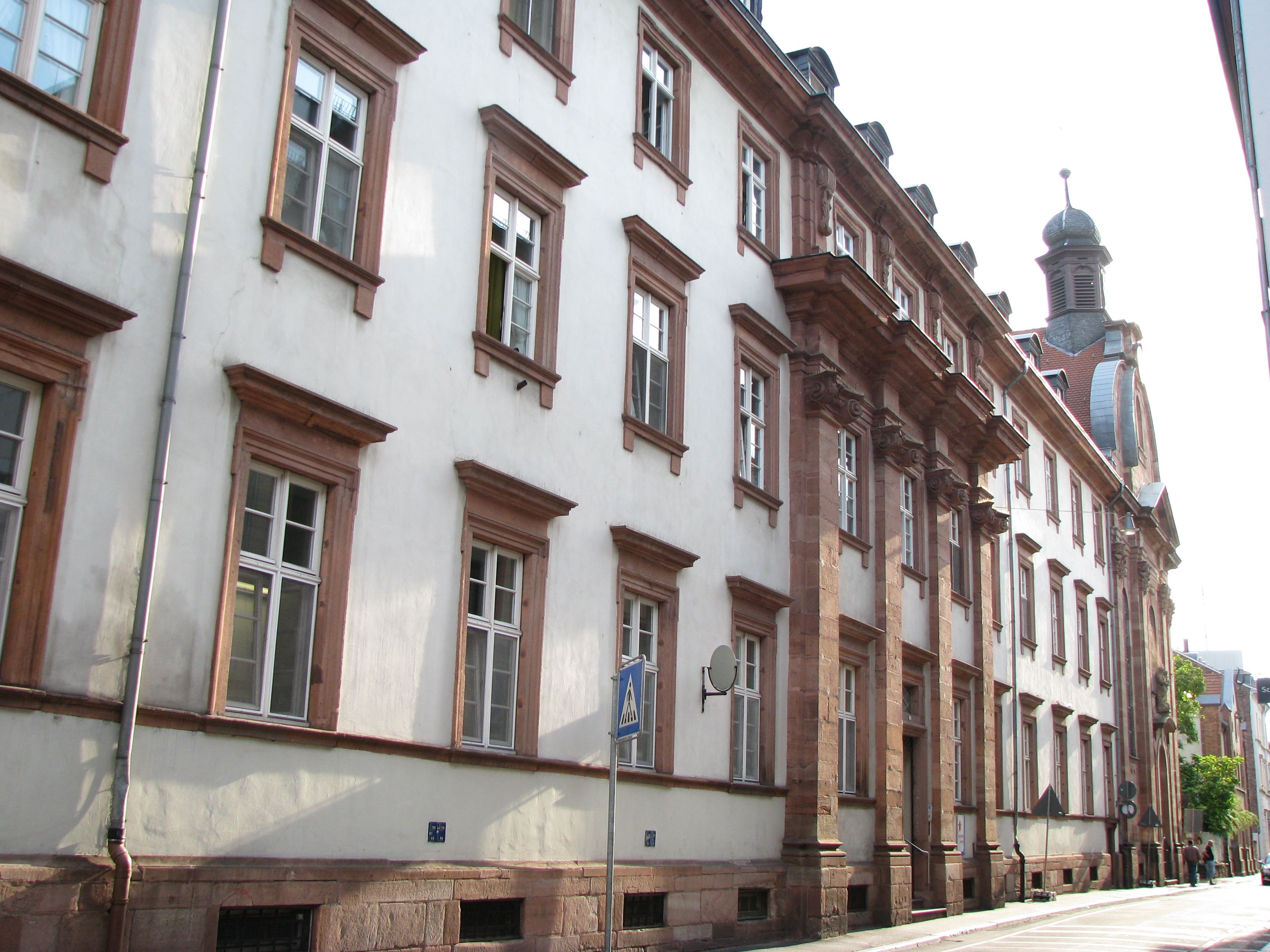
St.-Anna-Spital

Rischers größtes Bauprojekt in Heidelberg war der Bau eines neuen Spitalgebäudes. Nachdem im Pfälzischen Erbfolgekrieg das Spital im Dominikanerkloster verfallen war und man die Klostergebäude an die Dominikaner zurückgegeben hatte, wurde für den Spitalsbetrieb zunächst eine provisorische Lösung am Friesenberg, unterhalb des Schlosses gefunden. Seit 1703 betrieb Kurfürst Johann Wilhelm jedoch von Düsseldorf aus den Bau eines neuen Spitalgebäudes. Hierzu erwarb man das Gelände um die St.-Anna-Kapelle in der Plöck, das für einen geringen Preis zu erstehen war. Finanziert wurde der Neubau u. a. aus dem Erlös einer eigens hierfür veranstalteten Lotterie. 1715 war das Spital fertiggestellt und konnte bezogen werden. Rischer vollendete auch den Bau der dazugehörigen St.-Anna-Kirche, die von Theodor Sartori und Johann Adam Breunig entworfen wurde.
Ähnlich wie bereits das Alte Spital war auch das St.-Anna-Spital nicht etwa ein Krankenhaus, sondern vielmehr ein Wohnheim für alle Arten von Bedürftigen. Bis 1750 diente das Gebäude als allgemeines Bürgerspital für Angehörige aller Konfessionen. Bis zur Mitte des Jahrhunderts hatte sich Heidelberg vom Desaster des Pfälzischen Erbfolgekriegs teilweise erholt. Die steigenden Einwohnerzahlen brachten mit sich, dass sich auch die Zahl derer, die im Spital untergebracht werden wollten, erhöhte. Da das St.-Anna-Hospital dem gestiegenen Bedarf alleine nicht mehr gerecht werden konnte, kam es zur Gründung eines Reformierten Spitals. Fortan wurde bei der Einquartierung in Spitäler also nach Konfessionen unterschieden.

#### Haus Jungwirth
Das Haus des Leibarztes und Geheimrats von Jungwirth ist mit 42 Zimmern, mehreren Küchen und zwei großen Sälen das größte barocke Wohnhaus der Stadt und wurde 1719 durch Rischer errichtet. Während sich bei Bauten mit Mittelrisalit der Eingang normalerweise in dessen Zentrum befindet, wird hier der Risalit zu beiden Seiten von je einem Eingangsportal flankiert. Von 1730 bis in die 1750er Jahre war in dem Anwesen ein Jesuitenseminar untergebracht. Im Zuge der Hauserweiterung von 1738 wurde das 1650 errichtete Klingentor, eines der wenigen erhaltenen Tore der mittelalterlichen Stadtbefestigung, durch Sigismund Zeller um- und angebaut. 1818 gelangte das Gebäude in den Besitz des Möbelfabrikanten Breitwieser, der hier eine private Theaterbühne betrieb.

#### Pfälzer Hof
Von 1721 bis 1724 errichtete Rischer das Gebäude des ehemaligen Gasthauses Pfälzer Hof in der heutigen Hauptstr. 127. Mit dem abgewalmten Mansarddach hat es noch die schmale hohe Form eines Giebelhauses. Die barocke Fassadengestaltung verweist jedoch auf die Rastatter Bauschule um Domenico Egidio Rossi. Interessant ist die Umrahmung des Fassadenfelds im ersten und zweiten Obergeschoss durch das mit Halbbalustern geschmückte Gesimsband über dem Erdgeschoss, den Eckpilastern und dem Gesims unter der Traufe, in das die oberen Fenstergewände gleichsam hineinwachsen. Die Fenster im ersten Obergeschoss sind mit Giebeln überspannt. Der rote Anstrich des Sandsteins betont zusätzlich die Umrahmungen.

#### Haus Buhl

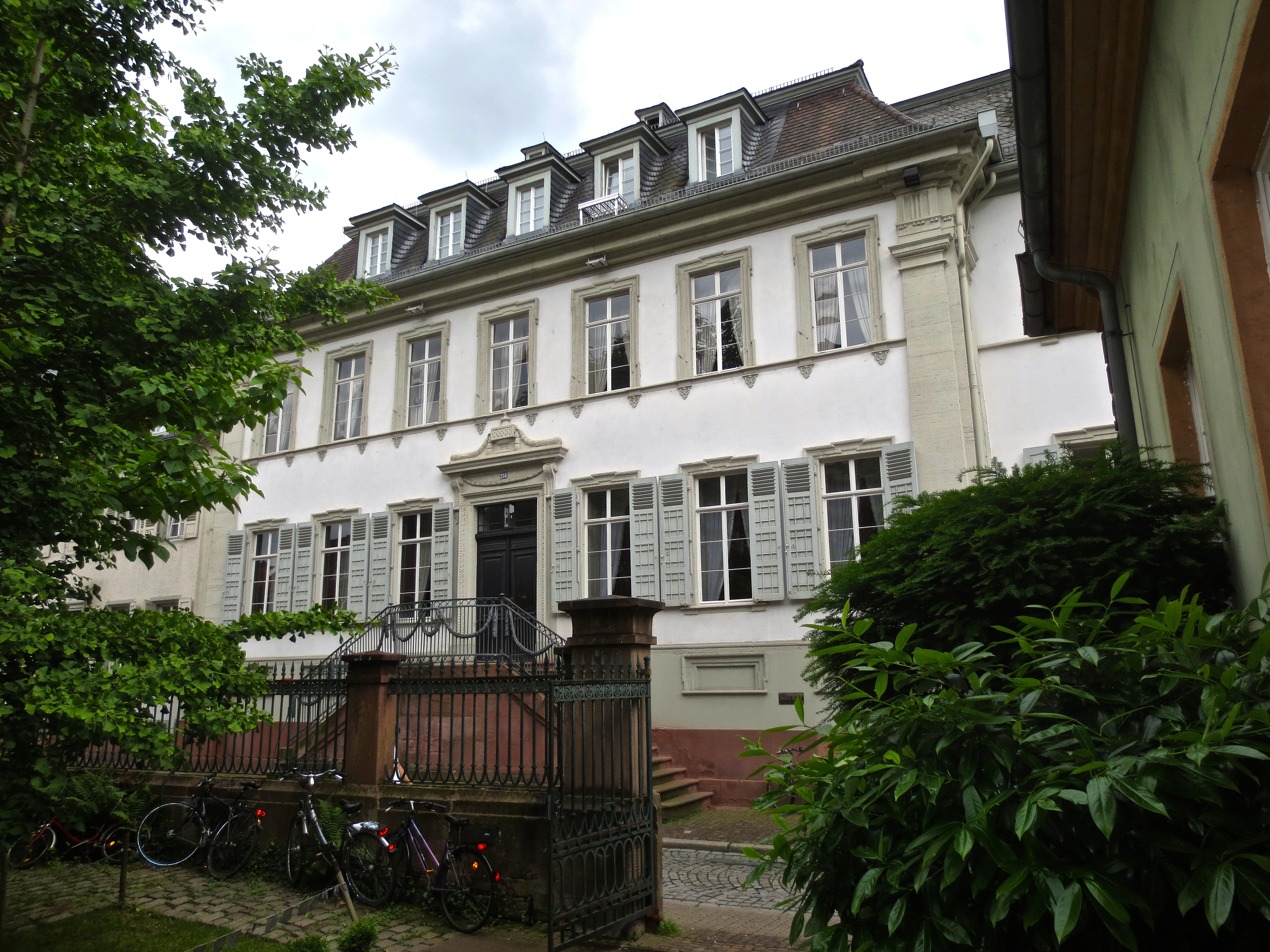
Haus Buhl

Bauherr dieses 1722 errichteten Anwesens war der Hofgerichtsrat und Mathematikprofessor Friedrich Gerhard von Lünenschloß. Ein kompakter, rechteckiger Grundriss und das gewalmte Mansarddach lassen das Gebäude trotz seiner Anbauten als Solitär erscheinen. Möglicherweise ist der hohe Sockel auf die Kellerkonstruktion eines Vorgängerbaus zurückzuführen. Auf beiden Seiten des Mittelflurs liegen zwei Treppenläufe, die sich im Obergeschoss auf dem Ausgangspodest zum Südbalkon vereinen. Das Gebäude entstand neben dem nicht mehr erhaltenen Karmeliterkloster. Zwischen 1770 und 1784 erlebt das Palais eine entscheidende Umgestaltung im Louis-seize-Stil. Außen veränderten sich die doppelte Freitreppe und die Portalumrahmung.
Vorgängerbau des Anwesens war das Haus des kurpfälzischen Hofgerichtsrats Johann Friedrich Pastor, ein stattliches Fachwerkhaus, dessen äußeres Erscheinungsbild auf einem Stich aus dem Jahre 1683 überliefert ist. Nach dem Dreißigjährigen Krieg wurde es von Hofmarschall Johann Friedrich von Landas bewohnt. Im Pfälzischen Erbfolgekrieg wurde es dann von den Franzosen zerstört. Nach dem Krieg entstanden auf dem Gelände zunächst Karmeliterkloster und -kirche und dann benachbart das spätere Haus Buhl (Hauptstr. 232–234).
Seit 1889 befand sich das Haus im Besitz des Juristen und Universitätsprofessors Heinrich Buhl, der es 1907 der Universität schenkte. Seitdem dient es als Universitätsgästehaus, in dem auch Konzerte und Theateraufführungen stattfinden. 1986 wurde die Bel Etage im Stil des ausgehenden 18. Jahrhunderts restauriert.

#### Haus Neukirch
Das Barockpalais wurde 1724 durch Rischer als Wohnsitz des kurpfälzischen Hofgerichtsrats und Stadtschultheißen (allein dem Kurfürsten verantwortlicher Beamter an der Spitze der Stadt) Burkhard Neukirch errichtet. Das Giebelportal der Hofdurchfahrt (Mitte 18. Jh.) umrahmen toskanische Pilaster. Auffallend sind die nach allen Seiten gekröpften Fenstergewände und die Eisenbrüstungen im Obergeschoss. Unmittelbar an der Hofdurchfahrt beginnt eine offene Treppe. Sie endet im ersten Obergeschoss der Bel Etage in einem Vestibül. Dort zeigt sich eine reiche Stuckdekoration mit mehreren Supraporten, vermutlich aus der Werkstatt von Joseph Anton Pozzi. Auch findet sich im Obergeschoss ein – ganz im Gegensatz zu seiner beschaulichen Größe – aufwändig gestalteter WC-Raum.
Neben den Geschäften (Ladeneinbauten im 19. Jh.) im Erdgeschoss wird das Haus in der Hauptstr. 120 heute vom Soziologischen Institut der Universität und der Hochschule für Jüdische Studien genutzt. Ferner ist hier das Dekanat der Philosophisch-Historischen Fakultät untergebracht.
Das Anwesen hatte mindestens zwei Vorgängerbauten. Über den ersten von beiden weiß man, auf Grund einer Urkunde vom 25. Juli 1564, dass er zu diesem Zeitpunkt den Erben des in kurfürstlichen Diensten stehenden Peter Engelhardt gehörte. 1588 von Balthasar Weidenkopf und dessen Familie bewohnt, ging das Anwesen zwischen 1588 und 1598 in den Besitz von Jonas Kistner über, der Ratsmitglied der Stadt und 1613 Bürgermeister war. 1614 hat Kistner an der Stelle des bisherigen Gebäudes ein neues erbauen lassen. Nachdem Kistner 1618/19 gestorben war ohne einen Sohn zu hinterlassen, kaufte der kurfürstliche Leibarzt und Professor der Medizin Peter de Spina II. das Haus. Nach seinem Tod ging das Anwesen auf dessen Sohn Peter de Spina III. über, der es 1655 an seine beiden ältesten Töchter weitervererbte. Das Haus wurde zu diesem Zweck in zwei Hälften aufgeteilt, wobei Klaudine Elisabeth von Spina die östliche Hälfte (Hauptstraße 120) und Agathe Agnes von Spina die westliche Hälfte (Hauptstraße 118) erhielt. Im Pfälzischen Erbfolgekrieg wurde 1689 die östliche Hälfte des Hauses beschädigt. Die westliche Hälfte wurde nach dem Tod Agathe Agnes von Spinas 1691 von Burkhard Neukirch und seiner Gemahlin Anna Maria geb. Cochem bewohnt. Am 15. Februar 1699 kaufte Neukirch zunächst den östlichen Teil und am 11. April 1699 auch den westlichen Teil. Zu Beginn des 18. Jahrhunderts baute er das bis heute stehende Haus.

#### Mitteltor
Das Mitteltor markierte auf der Hauptstraße das westliche Ende der eigentlichen Altstadt und war ursprünglich Teil der Stadtbefestigung. Die Bezeichnung Mitteltor erhielt das Tor erst, als sich die Stadt in späterer Zeit weiter in Richtung Westen ausdehnte. Nachdem das Tor im kurpfälzischen Erbfolgekrieg zerstört worden war, wurde es unter Beteiligung von Rischer im barocken Stil wiederaufgebaut. 1827 wurde das Mitteltor als Verkehrshindernis abgebrochen. Heute erinnert eine am Gebäude der ehemaligen Oberrheinischen Landesbank angebrachte Gedenktafel an das Tor.

#### Alte Brücke
Des Weiteren war Rischer am Wiederaufbau der im kurpfälzischen Erbfolgekrieg zerstörten Alten Brücke beteiligt.

#### Providenzkirche
Von 1659 bis 1661 wurde auf Geheiß des Kurfürsten Karl Ludwig und auf Veranlassung seiner streng lutherischen Frau Marie Luise von Degenfeld die Kirche der lutherischen Gemeinde erbaut. Einige Jahrzehnte später errichtete Johann Jakob Rischer zwischen 1717 und 1738 den Kirchturm. Die Providenzkirche befindet sich in der heutigen Hauptstr. 90a.

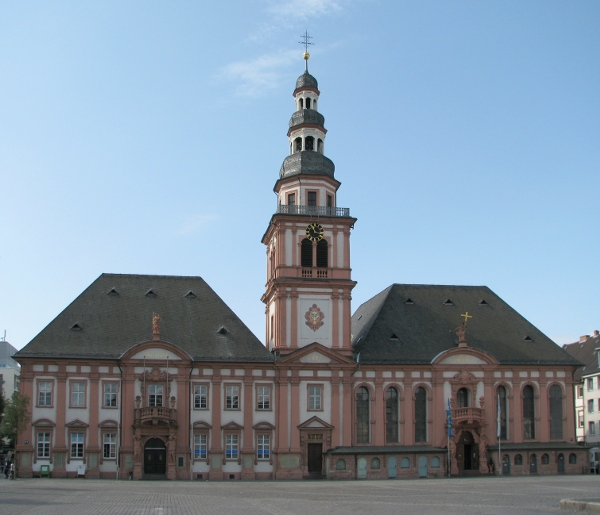
Rathaus und St. Sebastian am Mannheimer Marktplatz

### Bauwerke in Mannheim
Rischer erbaute den zusammenhängenden Gebäudekomplex mit dem Rathaus (erbaut 1700 bis 1711) und der Sebastianskirche (erbaut 1706 bis 1710), welcher aber erst 1723 vollendet wurde. Er nahm hier das für Mannheim charakteristische Schema der Anordnung zweier durch einen Mittelturm verbundener Bauten auf, wie dies vorher bei der Konkordienkirche des 17. Jahrhunderts und später beim Kaufhaus am Paradeplatz verwendet wurde.
Ebenso war er am Bau des Mannheimer Schlosses beteiligt.

### Weitere Bauwerke

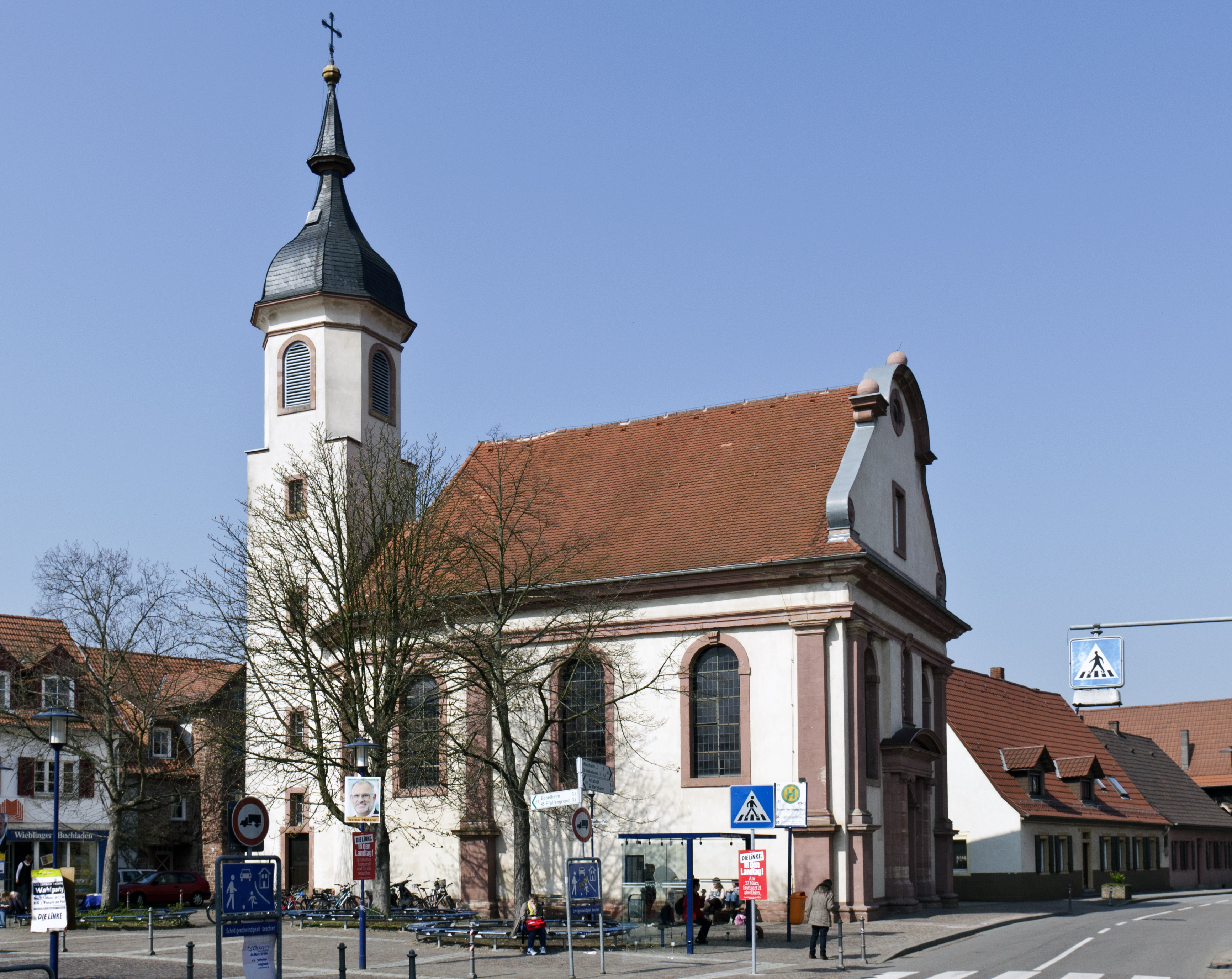
St. Bartholomäus in Wieblingen

Rischer zeichnete überdies für einige weitere Bauwerke vor allem in der Kurpfalz verantwortlich:
- Das Forstnersche Haus in Rastatt mit den bandagierten Pilastern in der Fassade wurde 1702 von Rischer begonnen und von Domenico Egidio Rossi fortgesetzt, aber nicht vollendet.[3]
- Das Schloss der Grafen von Wiser in Leutershausen erbaute Rischer von 1704 bis 1720.[4]
- Die Katholische Dreifaltigkeitskirche in Frankenthal entstand von 1709 bis 1732 nach Plänen des Kapitäningenieurs Villiancourt und Johann Jakob Rischer. Charakteristisch sind der flach gedeckte, geostete Saalbau, die zurückhaltend barocke Erscheinung mit stark eingezogenem, apsidialem Chor und der ausgeprägte Dachreiter über dem Eingang mit Glockenstube und Laterne.[5]
- Den Kirchturm des ehemaligen Benediktinerklosters in Gengenbach, erbaut 1714 bis 1716.
- Um 1732 war er der Erbauer des Marstalls und des Kanzleigebäudes des Schlosses der Fürsten zu Löwenstein in Kleinheubach.[6]
- Die Evangelische Kirche in Ziegelhausen errichtete er 1733.[7]
- Vor 1742 begann Rischer mit dem Bau des Kanzleigebäudes an der Rastatter Herrenstraße.[8]
- Die Bartholomäuskirche in Wieblingen wurde 1744 bis 1746 nach Plänen Rischers erbaut.